# Alchemilla cuspidens
Alchemilla cuspidens är en rosväxtart som beskrevs av Robert Buser. Alchemilla cuspidens ingår i släktet daggkåpor, och familjen rosväxter. Inga underarter finns listade i Catalogue of Life.